# 普利納湖
普利納湖（白俄羅斯語：Пліна）是白俄羅斯的湖泊，位於烏沙奇以西5公里，由維捷布斯克州負責管轄，長2.56公里、寬0.51公里，面積0.87平方公里，流域面積14.6平方公里，湖岸線長度6.58公里，最大水深18.2米。